# Pierre-François Chabaneau

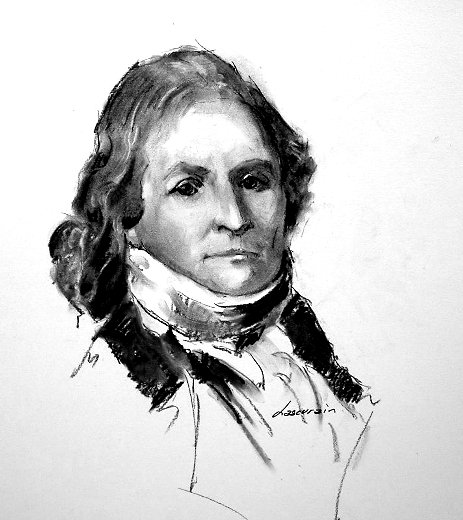
Pierre-François Chabaneau

Pierre-François Chabaneau (* 1754 in Nontron, Dordogne; † 1842 ebenda) war ein französischer Chemiker, der den Großteil seines Lebens in Spanien verbrachte. Er war einer der ersten Chemiker, denen es gelang, schmiedbares Platin herzustellen.

## Kindheit und Jugend
Chabaneau wurde 1754 in Nontron geboren, einem Dorf im französischen Département Dordogne. Sein Onkel, ein Mitglied des Ordens des heiligen Antonius, ermutigte ihn zum Studium der Theologie. Während Chabaneaus Studien zeigte sich seine Abneigung gegen Metaphysik, was ihn zum Gegner seiner Lehrer machte, die wiederum ihn von der Schule verwiesen.
Sympathie für Chabaneau in seiner Armut fühlend, bot ihm der Direktor der Jesuitenschule in Passy eine Stelle als Professor der Mathematik an, obwohl Chabaneau nur ein grundlegendes Verständnis der Arithmetik besaß. Durch das Studium der Unterrichtsmaterialien für den nächsten Tag brachte Chabaneau sich selbst Algebra und Geometrie bei. Sein wissenschaftliches Interesse weitete sich bald auf Physik, Naturgeschichte und Chemie aus. 1780 begann Chabaneau, überzeugt von seinen Schülern Fausto und Juan José Elhuyar, an dem neu gegründeten Real Seminario Patriotico Vergara in Spanien Französisch und Chemie/Metallurgie zu unterrichten. Die Brüder Fausto und Juan José Elhuyar machten sich später einen Namen durch die Isolierung von metallischem Wolfram. 1781 folgte Faust Elhuyar ihm als Professor an das Real Seminario Patriótico de Vergara.

## Platinforschung
Nachdem die Brüder Elhuyar im Jahre 1783 metallisches Wolfram isoliert hatten, arbeiteten sie mit Chabaneau zusammen an der Erforschung des Platins. Diese Zusammenarbeit dauerte jedoch nicht lange, denn die Brüder wurden zu Generaldirektoren für Bergbau ernannt, und verließen bald Spanien in Richtung Südamerika. König Karl III. schuf einen Lehrstuhl der Mineralogie, Physik und Chemie für Chabaneau in Madrid und richtete ihm ein Labor für seine Forschung ein. Der Graf d'Aranda sicherte von der Regierung die gesamte Lieferung von Platin für Chabaneaus Labor.
Chabaneau konnte leicht die meisten natürlichen Verunreinigungen des Platins entfernen, einschließlich Gold, Quecksilber, Blei, Kupfer und Eisen, was ihn zu der Annahme verleitete, dass er mit reinem Platin arbeiten würde. Allerdings waren die auftretenden Metalleigenschaften miteinander unvereinbar: Manchmal war es plastisch verformbar, zeitweise war es sehr spröde. Manchmal war es völlig unbrennbar, aber manchmal verbrannte es sehr leicht. Diese Widersprüche waren eine Folge der verschiedenen Verunreinigungen mit Rhodium, Palladium, Osmium, Iridium und Ruthenium. Diese Elemente wurden später bekannt als Platinmetalle, aber zum Zeitpunkt, als Chabaneau auf dem Gebiet forschte, waren sie noch nicht gefunden worden.
Chabaneau war durch seine Forschungen so frustriert, dass er im Jahr 1786 seinen Ehrgeiz verlor und alle seine Geräte auf den Boden schmetterte und ausrief: "Weg mit allem! Schmeiß' ich das Ganze hin, man wird nie wieder mich dazu bringen, das verdammte Metall zu berühren" Dennoch, drei Monate später präsentierte Chabaneau dem Grafen d'Aranda einen 10 cm großen Würfel aus reinem Platin-Temperguss. Sein Prozess, die Pulvermetallurgie und intensive Beheizung, wurde geheim gehalten bis 1914.

## Platinzeitalter und Tod
Chabaneau realisierte, dass die bloßen Schwierigkeiten im Bearbeiten des Platins den Objekten Wert verleihen würde. Er und Don Joaquín Cabezas führten ein lukratives Geschäft, das Barren und Geschirr aus Platin produzierte. Dies war der Anfang von dem, was man heute als "Platinzeitalter in Spanien" bezeichnet, in dem fast 18.000 Feinunzen Platin-Temperguss in einem Zeitraum von 22 Jahren produziert wurden. Das Platinzeitalter endete 1808, als Chabaneaus Labor während des Zweiten Koalitionskrieges zerstört wurde.
1799 kehrte Chabaneau nach Frankreich zurück, in die Nähe seines Heimatdorfes Nontron. Dort blieb er, bis er im Januar 1842 im Alter von 88 Jahren starb.